# Nymphon subtile
Nymphon subtile is een zeespin uit de familie Nymphonidae. De soort behoort tot het geslacht Nymphon. Nymphon subtile werd in 1923 voor het eerst wetenschappelijk beschreven door Loman. 